# Bormașină

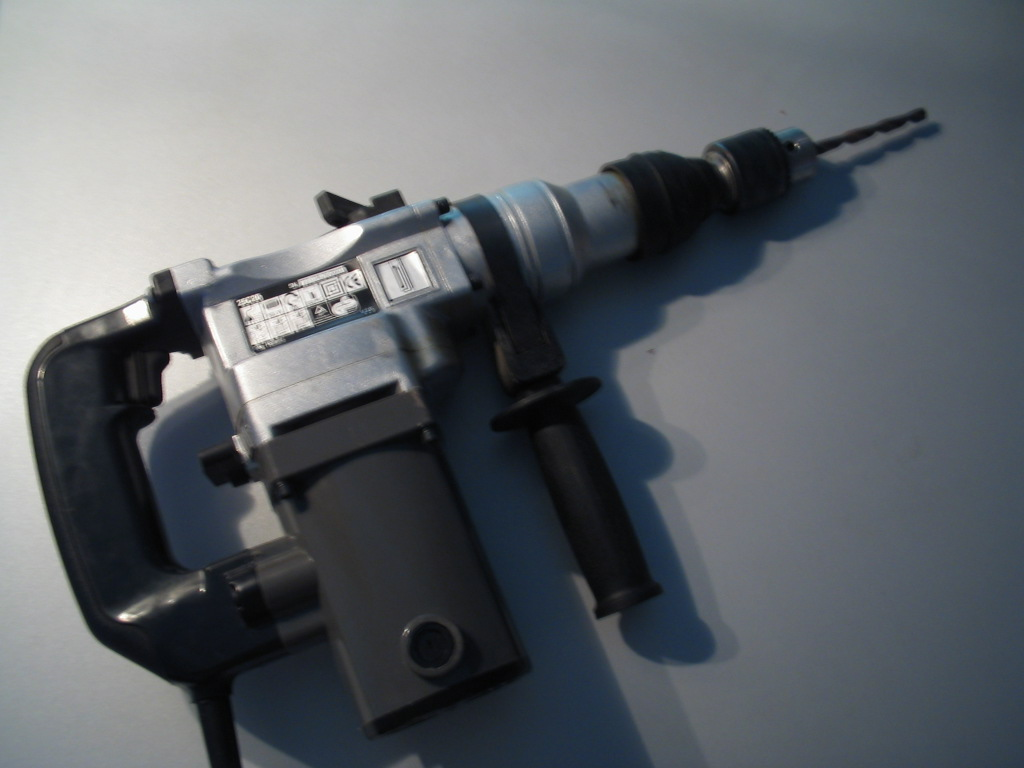
Bormaşină

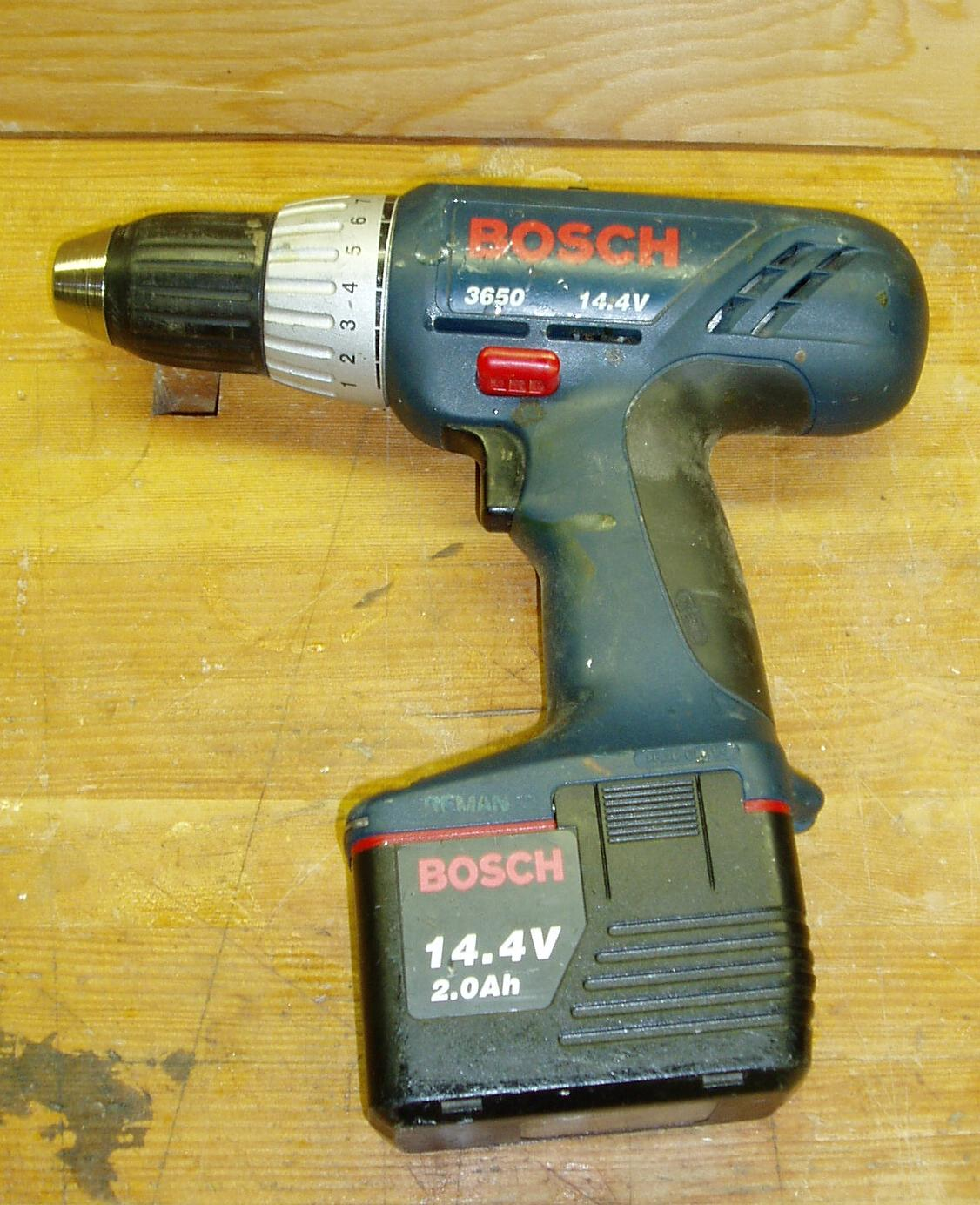
Bormaşină cu baterie electrică

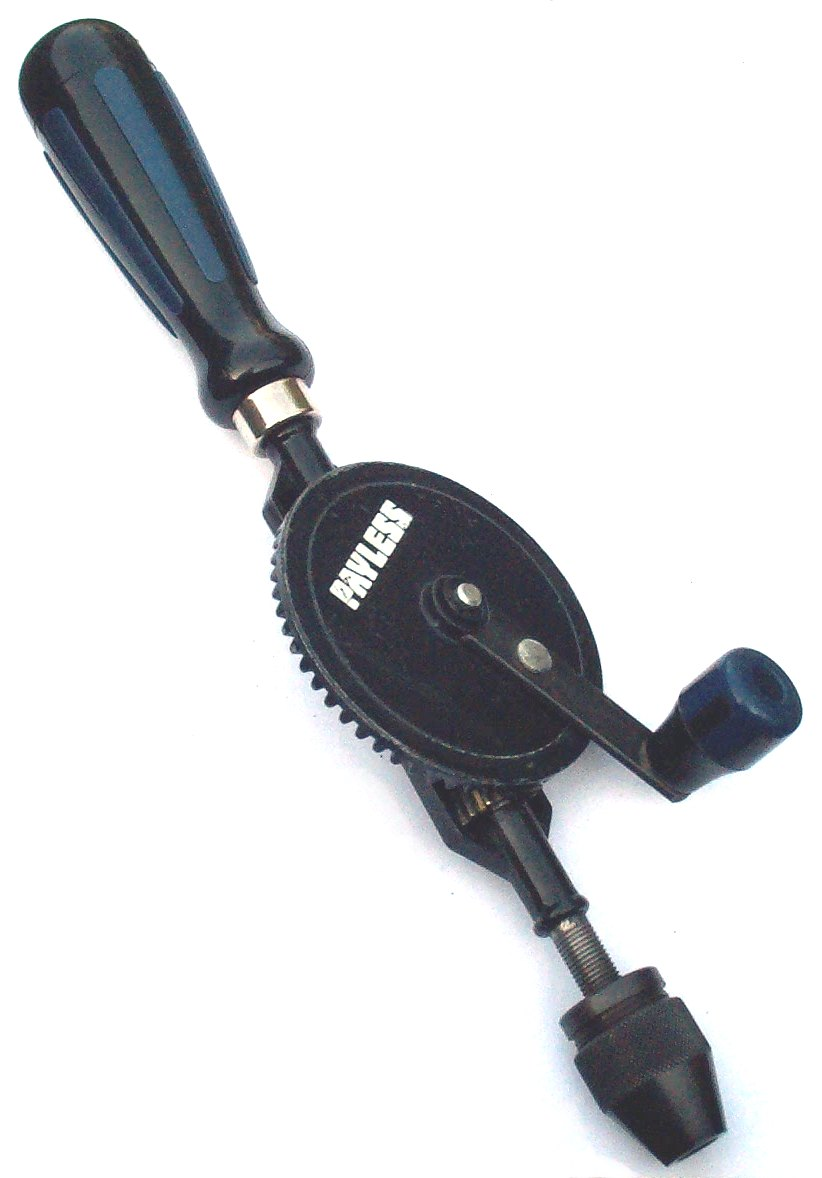
Maşină de găurit manuală

Bormașina (din germană Bohrmaschine) este denumirea colocvială pentru mașină de găurit,  o mașină-unealtă care găurește prin sfredelire⁠(en)[traduceți] materialul cu ajutorul unui burghiu și este acționată de un motor electric.
Majoritatea bormașinilor actuale, prin schimbarea capului mobil pot îndeplini funcții multiple precum de autofiletantă, freză sau acționând un buton pot să-și schimbe funcția în ciocan percutor.